# Go-Kashiwabara
Go-Kashiwabara, född 1462, död 1526, var regerande kejsare av Japan mellan 1500 och 1526.